# Meuvaines
Meuvaines é uma comuna francesa na região administrativa da Normandia, no departamento Calvados. Estende-se por uma área de 7,21 km². Em 2010 a comuna tinha 143 habitantes (densidade: 19,8 hab./km²).